# Łyse (gmina)
Łyse – gmina wiejska w województwie mazowieckim, w powiecie ostrołęckim. W latach 1975–1998 gmina położona była w województwie ostrołęckim.
Według danych z 31 grudnia 2019 roku gminę zamieszkiwały 8384 osoby.

## Historia gminy
Gmina Łyse położona jest na piaszczystej Równinie Kurpiowskiej o znacznym odsetku lasów i użytków zielonych. W skład gminy wchodzą 22 wsie stanowiąc 21 sołectw. Największą wsią poza Łysymi są Lipniki (231 gospodarstw) najmniejszą zaś Złota Góra (21 gospodarstw). Gmina graniczy od północy z gminą Pisz (dawne granice z Prusami Wschodnimi), Od północnego zachodu z gminą Rozogi, zachodnią granicę stanowi gmina Myszyniec, południowo-zachodnią gmina Kadzidło, zaś wschodnią granicą sięga województwa podlaskiego, granicząc z gminą Turośl (powiat kolneński) i z gminą Zbójna (powiat łomżyński).
Ziemia jest tu słaba, gdyż gmina położona jest na sandrach (piaskach) naniesionych przez ostatnie zlodowacenie bałtyckie. Ten sam lodowiec wyrzeźbił krajobraz sąsiednich Mazur. Gleby są w przeważającej mierze klas V, VI i VI RZ (pod zalesienie). Lepsze są łąki i pastwiska stanowiące podstawę rolnictwa.
W środkowej części gminy zachował się duży kompleks bagien Serafińskich, będących pozostałością po zeutrofizowanym jeziorze Krusko. W średniowieczu nad jego północnym brzegiem stał dwór myśliwski książąt mazowieckich. Obecnie bagna są rezerwatem fauny i flory o powierzchni 184, 92 ha.
Gmina Łyse to teren żywych jeszcze tradycji kurpiowskich. Można tu jeszcze spotkać barwny, tradycyjny stój, gwarę w codziennym użyciu, liczne obrzędy związane z porami roku, rolnictwem, zbieractwem. Najpopularniejszym z nich jest Palma Kurpiowska. Odbywa się co roku w Niedzielę Palmową i jest ściśle związana z tradycją chrześcijańską. Palmy sięgają do 10 metrów wysokości. Wyrabia się je z kolorowych papierów, gałązek miejscowych drzew i poszycia leśnego. Organizowany jest konkurs na najładniejszą palmę. Przy okazji twórcy ludowi prezentują i sprzedają swój dorobek. Są to rzeźby, pieczywo obrzędowe, wycinanki, pisanki, kierce. Obrzęd ten ściąga co roku licznych turystów z kraju i zagranicy.
Siedziba gminy to Łyse.
W latach 1939–1945 gmina znalazła się w strukturach Landkreis Scharfenwiese (ostrołęcki) w rejencji ciechanowskiej (niem. Regierungsbezirk Zichenau) Prus Wschodnich.

## Struktura powierzchni
Według danych z roku 2002 gmina Łyse ma obszar 246,45 km², w tym:
- użytki rolne: 62%,
- użytki leśne: 35%.

Gmina stanowi 11,74% powierzchni powiatu.

## Wójtowie
III Rzeczpospolita
- I kadencja (1990–1994) – Czesław Drężek
- II kadencja (1994–1998) – Czesław Drężek
- III kadnecja (1998–2002) – Wiesław Kowalikowski
- IV kadencja (2002–2006) – Wiesław Kowalikowski
- V kadencja (2006–2010) – Wiesław Kowalikowski
- VI kadencja (2010–2014) – Wiesław Kowalikowski
- VII kadencja (2014–2018) – Jerzy Ksepka
- VIII kadencja (2018-2023) – Grzegorz Fabiszewski

## Demografia
Według Powszechnego Spisu Ludności z 1921 roku gminę zamieszkiwało 6.419 osób, 6.341 było wyznania rzymskokatolickiego, 5 prawosławnego, 3 greckokatolickiego a 70 mojżeszowego. Jednocześnie 6.378 mieszkańców zadeklarowało polską przynależność narodową, 39 żydowską, a 2 rusińską. Było tu 1.179 budynków mieszkalnych.

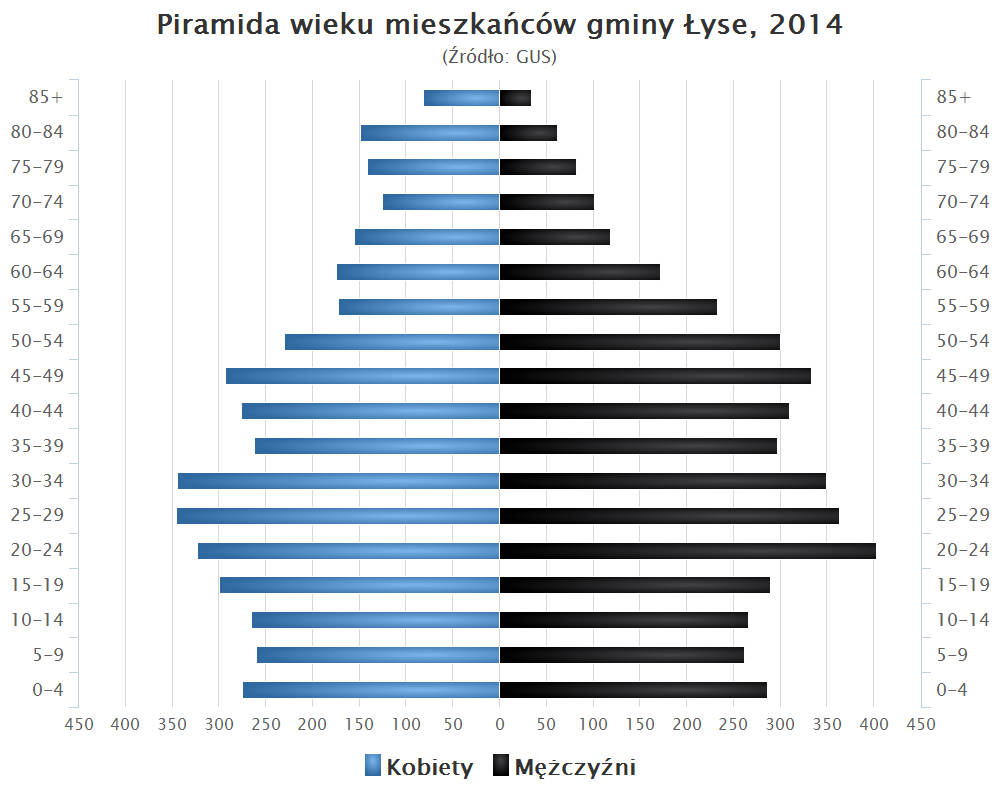
Piramida wieku mieszkańców gminy Łyse w 2014 roku

Dane z 30 czerwca 2004
| Opis                              | Ogółem | Ogółem | Kobiety | Kobiety | Mężczyźni | Mężczyźni |
| --------------------------------- | ------ | ------ | ------- | ------- | --------- | --------- |
| Jednostka                         | osób   | %      | osób    | %       | osób      | %         |
| Populacja                         | 7913   | 100    | 3891    | 49,2    | 4022      | 50,8      |
| Gęstość zaludnienia [mieszk./km²] | 32,1   | 32,1   | 15,8    | 15,8    | 16,3      | 16,3      |

## Sołectwa
Antonia, Baba, Dawia, Dęby, Dudy Puszczańskie, Grądzkie, Klenkor-Wyżega, Lipniki, Łączki, Łyse, Piątkowizna, Plewki, Pupkowizna, Serafin, Szafranki, Tartak, Tyczek, Warmiak, Wejdo, Zalas, Złota Góra.

## Sąsiednie gminy
Kadzidło, Myszyniec, Pisz, Rozogi, Turośl, Zbójna